# Oever-grootoogkortschildkever
De oever-grootoogkortschildkever (Stenus bimaculatus) is een keversoort die tot de het geslacht Stenus behoort. De soort heeft twee veel gebruikte Nederlandse namen; oever-grootoogkortschildkever en de oeverkortschildkever.